# Josef Hickersberger
Josef Hickersberger (Amstetten,, 1948. április 27. –) osztrák válogatott labdarúgó, edző.

## Sikerei, díjai

### Játékosként
- Austria Wien
  - Osztrák Bundesliga: 1968–69, 1969–70
  - Osztrák kupa: 1968–69, 1970–71
- SSW Innsbruck
  - Osztrák kupa: 1978–79
- Rapid Wien
  - Osztrák Bundesliga: 1981–82

### Edzőként
- Austria Wien
  - Osztrák kupa: 1993-94
- Al-Ahli 
  - Bahreini Premier League: 1995-96
- Al-Ittihad 
  - Katari Premier League: 2001-02
- Rapid Wien
  - Osztrák Bundesliga: 2004–05

## Külső hivatkozások
- Josef Hickersberger adatlapja a National-Football-Teams.com oldalon (angolul)

- Transfermarkt profil